# كاواساكي كي-102
كاواساكي كي-102 (بالإنجليزية: Kawasaki Ki-102)‏ هي طائرة مقاتلة بمحركين أنتجت في اليابان. كان أول طيران لها في 1944. انتهت خدمتها في 1945. صنع منها 238 طائرة. ويسميه الأمريكيون «راندي» Randy، هي طائرة حربية يابانية، استعملت في الحرب العالمية الثانية، وتعد هي الأكبر حجماً، وهي قادرة على ضرب أماكن للبحرية الأمريكية.